# Патханкот
Патханкот (пенджаб. ਪਠਾਨਕੋਟ, англ. Pathankot) — місто у Північній Індії (штат Пенджаб), адміністративний центр округу Патханкот.

## Географія
Патханкот розташований на півночі штату, лежить на річці Чаккі дещо вище місця її впадіння до річки Біяс, притоки Сатледжу.

### Клімат
Місто знаходиться у зоні, котра характеризується вологим субтропічним кліматом. Найтепліший місяць — червень із середньою температурою 33.3 °C (92 °F). Найхолодніший місяць — січень, із середньою температурою 12.2 °С (54 °F).
| Клімат Патханкота       | Клімат Патханкота | Клімат Патханкота | Клімат Патханкота | Клімат Патханкота | Клімат Патханкота | Клімат Патханкота | Клімат Патханкота | Клімат Патханкота | Клімат Патханкота | Клімат Патханкота | Клімат Патханкота | Клімат Патханкота | Клімат Патханкота |
| Показник                | Січ.              | Лют.              | Бер.              | Квіт.             | Трав.             | Черв.             | Лип.              | Серп.             | Вер.              | Жовт.             | Лист.             | Груд.             | Рік               |
| Абсолютний максимум, °C | 29                | 32                | 41                | 44                | 47                | 48                | 47                | 44                | 43                | 41                | 34                | 30                | 48                |
| Середній максимум, °C   | 20                | 22                | 28                | 35                | 40                | 41                | 37                | 36                | 36                | 34                | 28                | 22                | 31                |
| Середня температура, °C | 12                | 14                | 19                | 26                | 31                | 33                | 31                | 31                | 29                | 24                | 18                | 13                | 23                |
| Середній мінімум, °C    | 4                 | 7                 | 11                | 17                | 22                | 26                | 26                | 26                | 22                | 15                | 8                 | 5                 | 16                |
| Абсолютний мінімум, °C  | −2                | −1                | 3                 | 7                 | 15                | 17                | 20                | 19                | 15                | 7                 | 1                 | −1                | −2                |
| Норма опадів, мм        | 20                | 20                | 20                | 10                | 10                | 40                | 130               | 130               | 50                | 0                 | 0                 | 10                | 480               |
| Днів з дощем            | 2                 | 2                 | 1                 | 1                 | 1                 | 2                 | 8                 | 7                 | 3                 | 0                 | 0                 | 1                 | 34                |
| Вологість повітря, %    | 75                | 65                | 58                | 43                | 37                | 45                | 67                | 75                | 73                | 67                | 70                | 79                | 63                |
| ----------------------- | ----------------- | ----------------- | ----------------- | ----------------- | ----------------- | ----------------- | ----------------- | ----------------- | ----------------- | ----------------- | ----------------- | ----------------- | ----------------- |
| Джерело: Weatherbase    |                   |                   |                   |                   |                   |                   |                   |                   |                   |                   |                   |                   |                   |